# Ferran Adrià

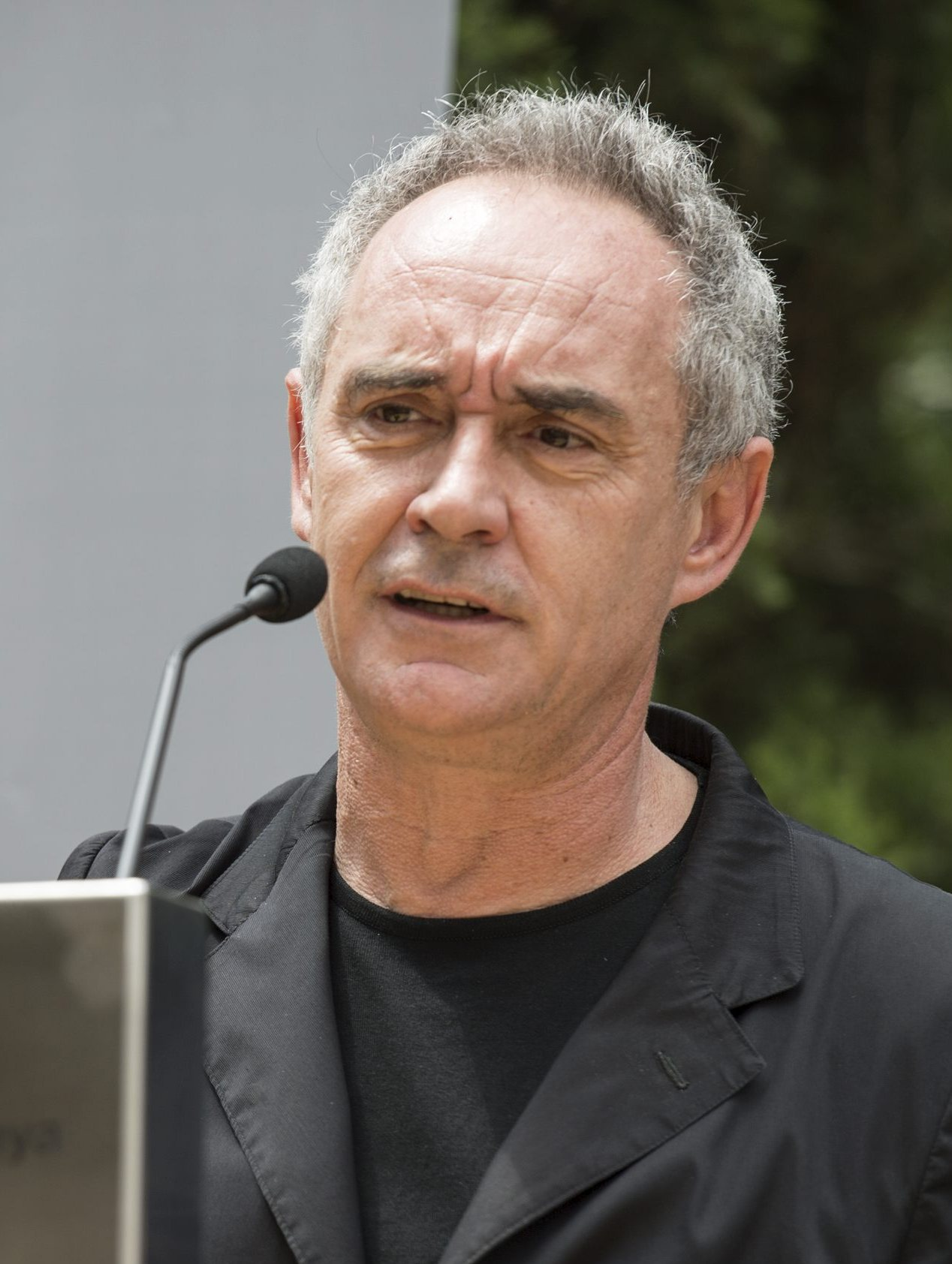
Ferran Adrià (2014)

Ferran Adrià, född 14 maj 1962 i L'Hospitalet de Llobregat, Barcelona, är en spansk kock som var verksam på restaurang El Bulli i Katalonien i nordöstra Spanien från 1984 till 2011. Restaurangen uppnådde 1997 tre stjärnor i Michelinguiden. Adrià räknas som den kock som bidragit mest för att ge Spanien ett världsrykte inom den högre gastronomin.
Adrià listades som en av världens hundra mäktigaste personer i 2004 års aprilnummer av tidningen Time Magazine, på samma lista som exempelvis Bill Gates och Usama bin Ladin. Som kock är han självlärd och innan han fick sitt första jobb på El Bulli var hans samlade erfarenhet i restaurangbranschen att han jobbat som diskare på Ibiza, varit militärkock i ett år och jobbat i några månader på en restaurang i Finisterre.
Efter tiden på El Bulli började Adrià att skriva en kulinarisk encyklopedin, inriktad mot fine dining, under namnet Bullipedia.